# 立川新
立川新（Tatsukawa Arata，1997年11月30日—）是日本柔道運動員，曾獲得2018年世界柔道錦標賽混合團體冠軍。姊姊立川莉奈也是柔道運動員。

## 外部連結
- JudoInside.com
- 立川新的X（前Twitter）